# Klinttjärnen (Överluleå socken, Norrbotten)
Klinttjärnen är en sjö i Bodens kommun i Norrbotten och ingår i Luleälvens huvudavrinningsområde.